# 切玛

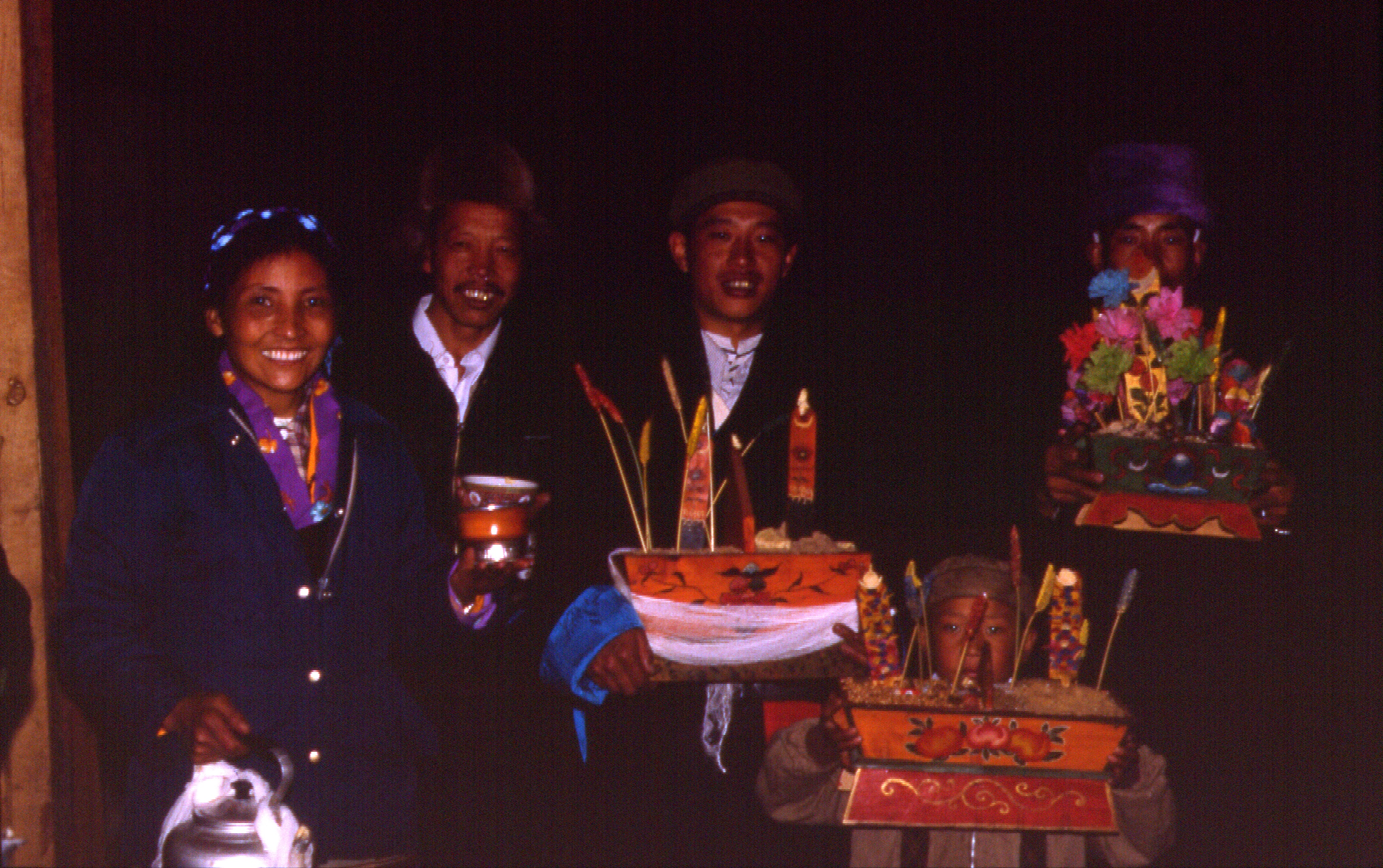
右侧三人手捧的便是切玛，1985年2月藏历新年拍摄于昌都

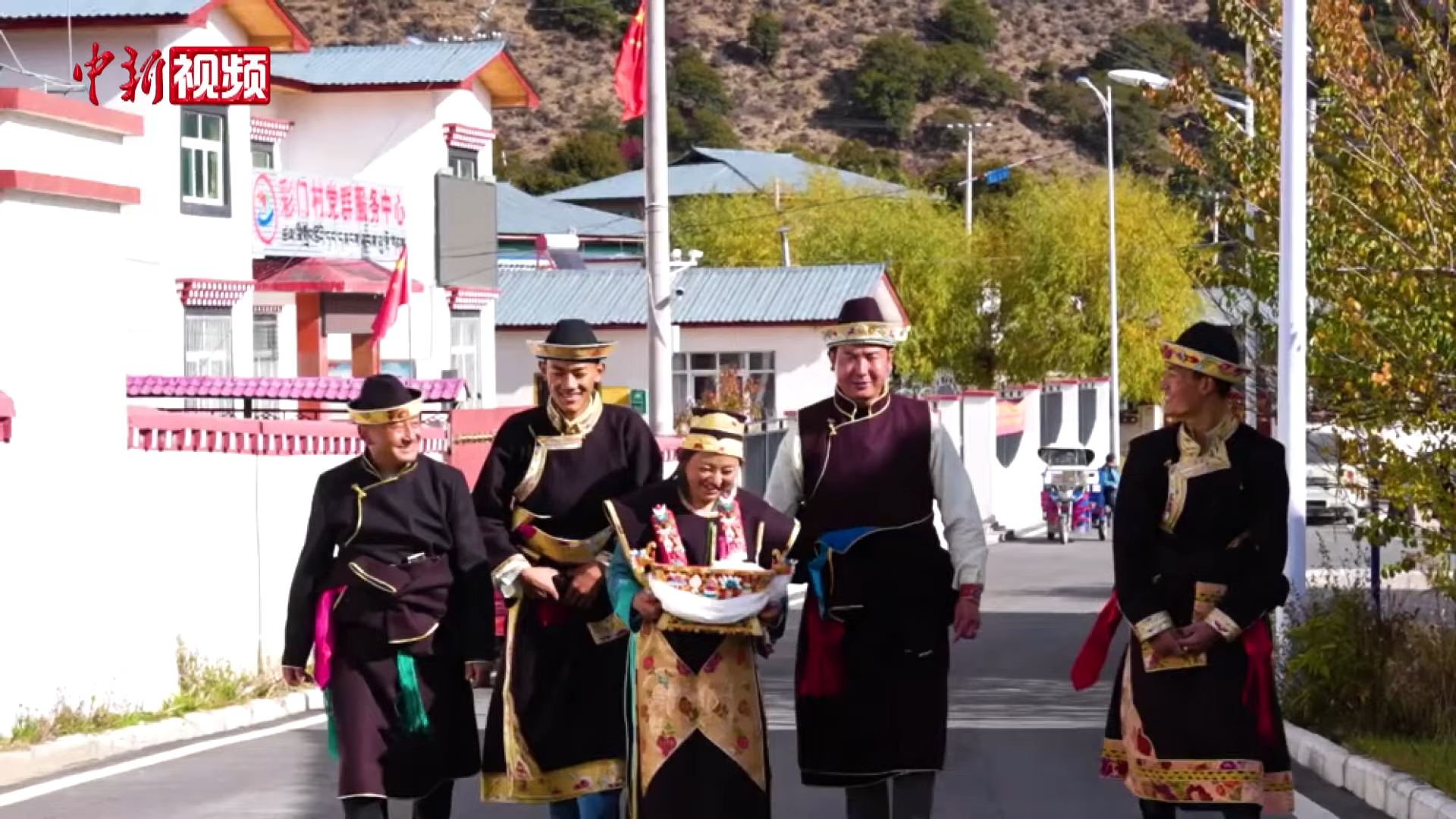
工布新年时手捧切玛的人们

切玛（藏語：ཕྱེ་མར་，威利转写：phye mar），全称“楚酥切玛”，也称切玛盒（藏語：ཕྱེ་མར་གྱི་འབོ།，威利转写：phye mar gyi 'bo）、切玛斗，汉语译为五谷丰收斗、丰收吉祥斗、吉祥斗或酥糕彩斗盒，藏族节庆食品，寓意五谷丰登、人寿年丰、吉祥如意。

## 应用
切玛传统上常在过年过节、迎送宾客时用，如新年、开犁节等，在婚礼、祀神、招福招运、寺庙庆祝大典或其他重大庆典活动等场合也有使用。藏历新年前，藏族人家都会赶制或购买切玛盒。

## 起源
西藏自古有在农业、牧业收获完毕后，进行团聚庆祝丰收的传统。在庆祝时往往会有藏戏演出，在藏戏演出场的中间立一根柳树，柳枝上悬挂藏戏创史人汤东杰布画像，底下放装有糌粑的斗，糌粑上放几块酥油片，中间插一枝箭，寓意吉祥圆满。这种斗便是切玛的前身。最初，切玛外形简单，仅摆放一些糌粑、酥油而已。

## 制作
切玛由切玛钵（切玛盒）、炒麦粒、糌粑、罗萨梅朵和仔卓等构成。切玛盒是一种斗型长方形盒子，中间有隔板分开，分别盛入炒麦粒和糌粑，一般左面装炒麦粒，右面装酥油糌粑，装得满满的，堆成金字塔形，上面插上罗萨梅朵、仔卓或鸡冠花，象征着人寿年丰、吉祥如意。罗萨梅朵就是染色的青稞穗和麦穗，“罗萨”意为新年，“美朵”意为鲜花。仔卓也叫酥油花，是藏族的一种手工油塑艺术品，以酥油为原料制作，形状有些像中国内地古时的令箭。仔卓的主题有人物、花卉、树木、飞禽、走兽等。
切玛盒用木板、玉石等材质制作，市场上销售的多为木质，切玛盒外部绘有各种吉祥的花纹图案，常有吉祥八宝、七珍、和气四瑞、六长寿、二龙戏珠、花朵、鲜桃、日月等吉祥图案。切玛斗的销售主要集中在新年前。吉祥八宝也叫“八吉祥徽”，有吉祥结、妙莲、宝伞、右旋海螺、金轮、胜利幢、宝瓶、双鱼等。七珍包括国王、皇后、大臣的三种耳饰，犀牛角，珊瑚树、象牙和三眼宝石。和气四瑞是指大象、猴子、山兔和鹧鸪。六长寿是指岩长寿（山）、水长寿、树长寿（松树）、人长寿（寿星）、鸟长寿（仙鹤）和兽长寿（鹿）等。
新年时，藏族家家都把切玛装好。初一早上，全家人洗漱完毕后，穿上节日盛装按辈序就坐，家中主妇手捧切玛斗对每位家人说“扎西德勒”（藏语，意为“吉祥如意”），对方则抓几粒麦子边向上撒边说祝福语，一般洒三次，然后抓一点切玛送进嘴里。家里每个人都要经过这个仪式，甚至会给婴儿嘴里也要放一点切玛。家庭仪式后，家中两人会一个拿青稞酒、银酒碗，一个手捧切玛到邻居、亲友家拜年，敬献切玛和青稞酒，并互相祝福。

## 备注
1. ↑  或作“竹索切玛”[2]
2. ↑  或译作“孜珠”[7]、“字珠”[8]
3. ↑  不同地区新年日期不同，林芝一带的工布新年在藏历十月初一，阿里的普兰新年在十一月初一，日喀则一带的农事新年在十二月初一，而拉萨等其他地区的藏历新年则在藏历一月一日[12][13]